# Ctenodontina
Ctenodontina is een vliegengeslacht uit de familie van de roofvliegen (Asilidae).

## Soorten
- C. carrerai (Hull, 1958)
- C. martini Fisher, 1992
- C. maya Carrera & Andretta, 1953
- C. mochica Lamas, 1973
- C. nairae Vieira, 2012
- C. pectinatipes Enderlein, 1914